# 金永顯
金 永顯（キム・ヨンヒョン、김영현、1955年 - 2025年5月9日）は、韓国の小説家。慶尚南道昌寧郡出身。

## 略歴
1955年、慶尚南道昌寧郡で生まれる。ソウル大学の哲学科を卒業した。1984年に、『創作と批判』の新作小説集に｢深き河は遠く流れる｣を発表して登壇した。
1970年代の維新、1980年代の光州民衆化運動といった韓国現代史の痛みを繊細に描写し、また、それらをロマンチックでありながら情緒的な雰囲気で描いて注目を浴びた。
『深き河は遠く流れる』は社会の暴力的な構造を描いた。1980年代の青年の苦悩と愛を描いた 『淡い恋』は初めての長編小説である。
2025年5月9日に死去。享年70。

## 受賞歴
- 1990年、第23回 韓国日報の創作文学賞
- 2007年、第8回 無影文学賞

## 主な作品
小説
- 1990年、｢깊은 강은 멀리 흐른다｣(深き河は遠く流れる)[3]
- 1992年、「해남 가는 길」(海南へ行く道)
- 1995年、「그리고 아무 말도 하지 않았다」(それから、何も言わなかった)
- 1998年、「내 마음의 망명정부」(私の心の亡命政府)
- 2003年、「포도나무집 풍경」(葡萄の木の家の風景)
- 2007年、「낯선 사람들」(見知らぬ人々)
- 2008年、「라일락 향기」(ライラックの香り)
- 2002年、「폭설」(豪雪)

詩集
- 1998年、「겨울바다」(冬海)
- 1994年、「남해엽서」(南海の葉書)
- 1999年、「천상에 저런 꽃 하나 있듯」(天上にあんな花があるように)
- 2005年、「그　후, 일테면 후일담」
- 2009年、「전호리 그곳에는

エッセイ集　
- 1994年、「겨울날의 초상」(冬の日の肖像)
- 1996年、「서역의 달은 서쪽으로 흘러간다(西域の月は西の方へ流れる)
- 2007年、「나쓰메 소세키 읽는　법(夏目漱石の読み方)